# Беневенто (футбольний клуб)
Беневенто (італ. Benevento Calcio) — футбольний клуб з Італії з однойменного міста. У сезоні 2016-17 виступав в Серії B і за його результатами вперше в історії вийшов в елітний дивізіон, з якого, утім, вибув за результатами першого ж сезону.
Домашні матчі проводять на міському стадіоні Чиро Вігоріто з моменту його відкриття в 1979 році. Футболісти Беневенто відомі у всій Італії як «відьми», оскільки саме місто відоме як «місто відьом» через релігійні обряди язичників, які проводилися лангобардами вздовж річки Сабато.

## Історія

### Від заснування до вісімдесятих років
Футбол у місті Беневенто зародився у вересні 1929 року. Перша футбольна команда була створена 6 вересня під назвою Società Sportiva Littorio Benevento, яка почала грати на полі Санта-Марія-дельї-Анджелі (тоді він називався Меомартіні), створеного доном Франческо Мінок'єю з допомогою футболістів, які проживали у місті Беневенто. Новий клуб взяв участь у турнірі Третього регіонального дивізіону (Terza Divisione Regionale). За перші десять років клуб виграв чемпіонати Третьої, Другої та Першої Категорії, а потім, в сезоні 1934–35 вперше взяв участь в національному чемпіонаті — в Серії C, де під керівництвом угорця Арманда Халмоша вони провели непоганий сезон, зайнявши 5 місце у своїй групі. Три роки потому, в сезоні 1938–39, клуб переміг у «Targa Capocci» (турнір, в якому взяло участь 22 команд), вигравши у фіналі у «Скафатезе» з рахунком 5:1.
У повоєнний період команда була перейменована в Associazione Calcio Benevento і провела хороший сезон в Серії C 1945/46, завоювавши путівку в Серію B, але відмовилася через фінансові проблеми. У наступні сезони команда продовжувала бути серед лідерів, але більше не отримувала права на підвищення у класі.
На початку п'ятдесятих років клуб очолив легендарний Оронцо Пульєзе. Однак незабаром команда була розформована через фінансові проблеми. Після банкрутства найстарішої і головної команди міста, 1953 року її місце зайняв другий клуб міста — аматорська команда «Сан-Віто» (італ. L'Associazione Calcio Sanvito Benevento), що, через сім років також вийшла до Серії C і незабаром об'єдналась з клубом Società Sportiva Benevento. Після вдалого сезону у Серії С в сезоні 1960/61 років, зайнявши четверте місце, клуб вилетів в Серію D за підсумками сезону 1961/62 років, де і грали протягом наступних трьох років.
В 1965 році, після вильоту команди з Серії D, відбувається злиття з командою Flame Sannita і з'являється команда Polisportiva Benevento, яка 1967 року виходить назад у четвертий за рівнем дивізіон. Після восьми сезонів поспіль в Серії D, в 1974 році клуб повернувся в Серію C. Під головуванням нового президента Антоніо Боччіно клуб зайняв четверте місце у своїй групі і в сезоні 1974/75 років, а наступного сезону — друге місце. У наступному році «Беневенто» зіграло у п'ятому розіграші Англо-італійського кубка, міжнародного турніру, в якому грали англійські і італійські клуби навесні 1976 року. Проте «Беневенто» не змогло вийти з групи.
В чемпіонаті в сезоні 1976/77 років клуб знову зайняв достатньо високе шосте місце. У сезоні 1978/79 років, у зв'язку з реструктуризацією Серії C, клуб почав виступати в новоствореній Серії С1 під назвою Società Sportiva Calcio Benevento, а наступного року було урочисте відкриття стадіону «Санта-Коломба». Під головуванням нового президента Ернесто Маццоні, отримуючи допомогу тільки від місцевих підприємців, «Беневенто» протягом дев'яти сезонів безперервно грало у Серії C1. Найвищими результатами були п'яте місце у своїй групі під керівництвом Гастоне Біна у сезоні 1981/82 років і шосте місце з тренером Франческо Лігуорі у сезоні 1983/84 років.. У 1986 році команда зайняла 16-те місце і мала вилетіти до Серії С2, проте через зняття клубу «Карасано» залишилась у дивізіоні, але вже на наступний рік клуб зайняв знову 16 місце і цього разу вже опустився до Серії С2.
Протягом двох сезонів у четвертому дивізіоні під керівництвом Маурісіо Сімонато клуб займав 11 і 14-ті місця відповідно. Проте після другого сезону через несплату внесків (замість 400 мільйонів, які необхідно було сплатити FIGC, було сплачено лише 320 млн, і таким чином через недоплату у розмірі 80 мільйонів), «Беневенто» був змушений відмовитися від професійного футболу. і продовжив виступи в регіональному аматорському чемпіонаті — Campionato Interregionale.

### Дев'яності роки
У сезоні 1990-91 роках команда змінила свою назву на Sporting FC Benevento. Назва нової команди була обрана уболівальниками в результаті телефонного опитування. На пост президента був призначений Маріо Пека. Свою групу аматорського чемпіонату команда виграла, але в плей-оф за право виходу у вищий дивізіон програла клубу «Юве Стабія», який переміг в іншій групі. Після поразки команда була взята під опіку групою неаполітанських підприємців, які після одного семестру, з огляду на загальне невдоволення і ворожість вболівальників передали клуб сім'ї Котронео. Новий президент Маріо Котронео створив конкурентноздатну команду напередодні початку сезону 1993/94 років, призначивши досвідченого тренера Луїджі Бокколіні, а в атаці зіграла грізна пара нападників Нікола Д'Оттавіо і Сільвіо Паолуччі, які до того пограли навіть у Серії А і для аматорського турніру були справжніми зірками і з легкістю допомогли виграти свою групу у дивізіоні.
З поверненням у професійну лігу команда відразу завоювала третє місце у своїй групі Серії С2, що дало путівку в плей-оф за право виходу в Серію С1. Проте команда Бокколіні відразу ж у півфіналі вилетіла від «Савойї» (0:2 і 3:3). У наступному сезоні команда виступала значно гірше і лише в останньому матчі змогла врятуватись від вильоту, обігравши одного з лідерів дивізіону «Фрозіноне» з рахунком 1:0, чим позбавили канарок першого місця і можливості вийти у Серію С1. Наступні два сезони «Беневенто» незмінно виходив у плей-оф, але обидва рази зазнавав поразки. У сезоні 1996/97 років «відьми» під керівництвом Массімо Сілви поступились у чемпіонаті першим місцем клубу «Баттіпальєзе», який і вийшов у Серію С1. А зайнявший друге місце у Серії С2. «Беневенто» змушене було грати в плей-оф. Після перемоги над «Катандзаро» у півфіналі (0:0 і 2:0), клуб поступився у фіналі «Туррісу» (0:2).
У наступному сезоні «Беневенто» знову не змогло виграти свою групу і треба було продовжувати боротьбу у плей-оф. Як і рік тому, «відьми» пройшли до півфіналу, обігравши клуб «Сора» (дві перемоги з рахунком 1:0) і поступилася у фіналі: на нейтральному полі в Лечче клуб зазнав поразки від «Кротоне» з рахунком 1:2.
У сезоні 1998/99 років команда, на чолі з новим тренером Франческо Деллісанті після невпевненого старту змогла піднятися в таблиці і завершити сезон на четвертому місці, у зоні плей-оф. Після перемоги над «Катандзаро» (2:1 і 1:1) «Беневенто» третій рік поспіль пробилось у фінал. 13 червня 1999 року, на стадіоні «Віа дель Маре» в Лечче, команда перемогла «Мессіну» і таки змогла вийти в Серію C1.
В Серії C1 «Беневенто» провело шість чемпіонатів поспіль, причому в перших двох сезонах «відьми» рятувались від вильоту лише в останньому турі (у сезоні 1999/00 років вони пермогли «Ареццо» з рахунком 2:1; а у сезоні 2000/01 років — врятувались завдяки перемозі над клубом «Фіделіс Андрія» з тим же рахунком 2:1).

### Двотисячні
В сезоні 2001/02 років клуб взагалі врятувався лише в серії плей-аут проти «Ночеріно» (1:0 і 0:1). У наступному році «Беневенто» завершив сезон в середині турнірної таблиці, а в сезоні 2003/04 років команда зайняла п'яте місце й отримала право зіграти в плей-оф за вихід у Серію В. У півфіналі, вигравши перший матч з рахунком 1:0 у «Кротоне», «Беневенто» програв другий матч з рахунком 3:1 і не вийшов у фінал.
У сезоні 2004/05 років клуб зайняв сьоме місце, проте через фінансові проблеми команда була понижена до Серії С2.
Влітку 2005 року була створена нова команда Benevento Calcio на чолі з підприємцем Олдером Тескарі. У березні 2006 року після стрімкого падіння команди в турнірній таблиці і відставання від зони плей-оф, до керма клубу приходять брати Чиро й Оресте Вігоріто. «Беневенто» під їх керівництвом у тому сезоні займає високе четверте місце, але у півфіналі плей-оф вилітає від «Сансовіно». У наступному сезоні команда під керівництвом тренера Даніло Піледжі і його наступника Джанні Сімонеллі лише на одне очко відстало від лідера групи клубу «Сорренто», через що знову було змушене грати у плей-оф. Там, після проходження у півфіналі клубу «Монопол», «Беневенто» у фінальному поєдинку за право повернення в Серію C1 поступилося «Потенці» (0:1 і 1:1).
У сезоні 2007/08 років команда Сімонеллі легко виграє свою групу чемпіонату й повертається напряму в Серію C1. У цьому ж сезоні «Беневенто», вперше в своїй історії вийшло у фінал Кубка Італії Серії С, де зазнало розгромної поразки 0:5 від клубу «Бассано Віртус» в першому матчі (1:1 у матчі-відповіді не змогли виправити результат). 
Напередодні початку сезону 2008/09 років Серія С1 біла перейменована в Легу Про Пріма Дивізіоне, де «відьми» до останнього туру боролись за перемогу з клубом «Галліполі», але поступились їм двома очками. У плей-оф пройшовши в півфіналі «Фоджу» (0:0 і 2:2), «Беневенто» непогано зіграло і першу домашню гру з «Кротоне», привізши з виїзду результативну нічию 1:1. Але у домашній грі «Беневенто» поступилось з рахунком 0:1 клубу з Калабрії і не змогло вперше у своїй історії вийти в Серію В.
Сезон 2009/10 років видався для клубу не таким вдалим, через що розпочалась тренерська «чехарда»: Леонардо Акорі спочатку був звільнений і замінений на Андреа Камплоне, але через чотири дні повернувся на свою посаду. В останній місяць сезону клуб здобув десять очок, завдяки яким обійшов «Лумеццане» в боротьбі за п'яте місце, яке давало путівку в плей-оф. Проте і цього разу клуб не зміг виграти подібний турнір, програвши у півфіналі «Варезе» (2:2 і 1:2).

### Наш час
Напередодні початку сезону 2010/11 років клуб очолив Агатіно Куттоне. Після того, як команда набрала лише 4 очки в трьох матчах, «Беневенто» мав безпрограшну серію з результатом в сім перемог і три нічиї, яка дозволила йому вийти на друге місце. Останні три матчі першого кола, однак, вийшли провальними і Куттоне був звільнений, коли його команда відставала від лідера групи «Ночеріни» на сім очок. Новий тренер Джузеппе Гальдеризі не зумів покращити результат і чемпіонат так і завершився для «Беневенто» на другому місці, відстаючи на одинадцять очок від лідера. Як і минулого сезону команда не змогла пройти плей-оф, поступившись у півфіналі «Юве Стабії» (0:1 і 1:1). Крім цього той сезон був затьмарений смертю директора клубу Чиро Вігоріто, 26 жовтня 2010 року. Вже 2 листопада, всього через сім днів після смерті, стадіон клубу «Санта Коломба» був перейменований на «Стадіо Чиро Вігоріто».
Сезон 2011/12 років «Беневенто» вперше в своїй історії розпочало зі штрафних очок (шість очок, які потім скоротили до двох). На посаду тренера повернувся Джованні Сімонеллі, який після 15-го туру був замінений на Кармело Імбріані. «Беневенто» завершило сезон на шостому місці, втративши таким чином можливість взяти участь в плей-оф.
Під час передсезонних зборів напередодні початку сезону 2012/13 років, тренер Імбріані відмовився від посади за станом здоров'я, поступившись місцем своєму заступнику Хорхе Мартінесу. У світлі незадовільних результатів (три перемоги і чотири поразки) Хорхе був відправлений у відставку. Новим тренером став Гвідо Уголотті, який опустив команду в зону плей-аут, після чого також був звільнений і йому на зміну прийшов колишній тренер «Емполі» Гвідо Карбоні. Програвши 0:2 «Пізі» в передостанній тур чемпіонату, «Беневенто» і на цей рік не пробився до зони плей-оф.
Сезон 2013/14 років для Гвідо Карбоні розпочався зі завдання вийти до плей-оф, але сезон виявився невдалим і 20 січня 2014 року Гвідо був звільнений. Фатальною стала домашня поразка від «Лечче» (0:2). Новим тренером став Фабіо Бріні, який вивів «Беневенто» до плей-оф, після завершення сезону на 7-му місці. 11 травня 2014 року «відьми» проходять «Катандзаро» у чвертьфіналі (2:1). У півфіналі 18 травня 2014 року «Беневенто» поступилось вдома «Лечче» з рахунком 0:2.

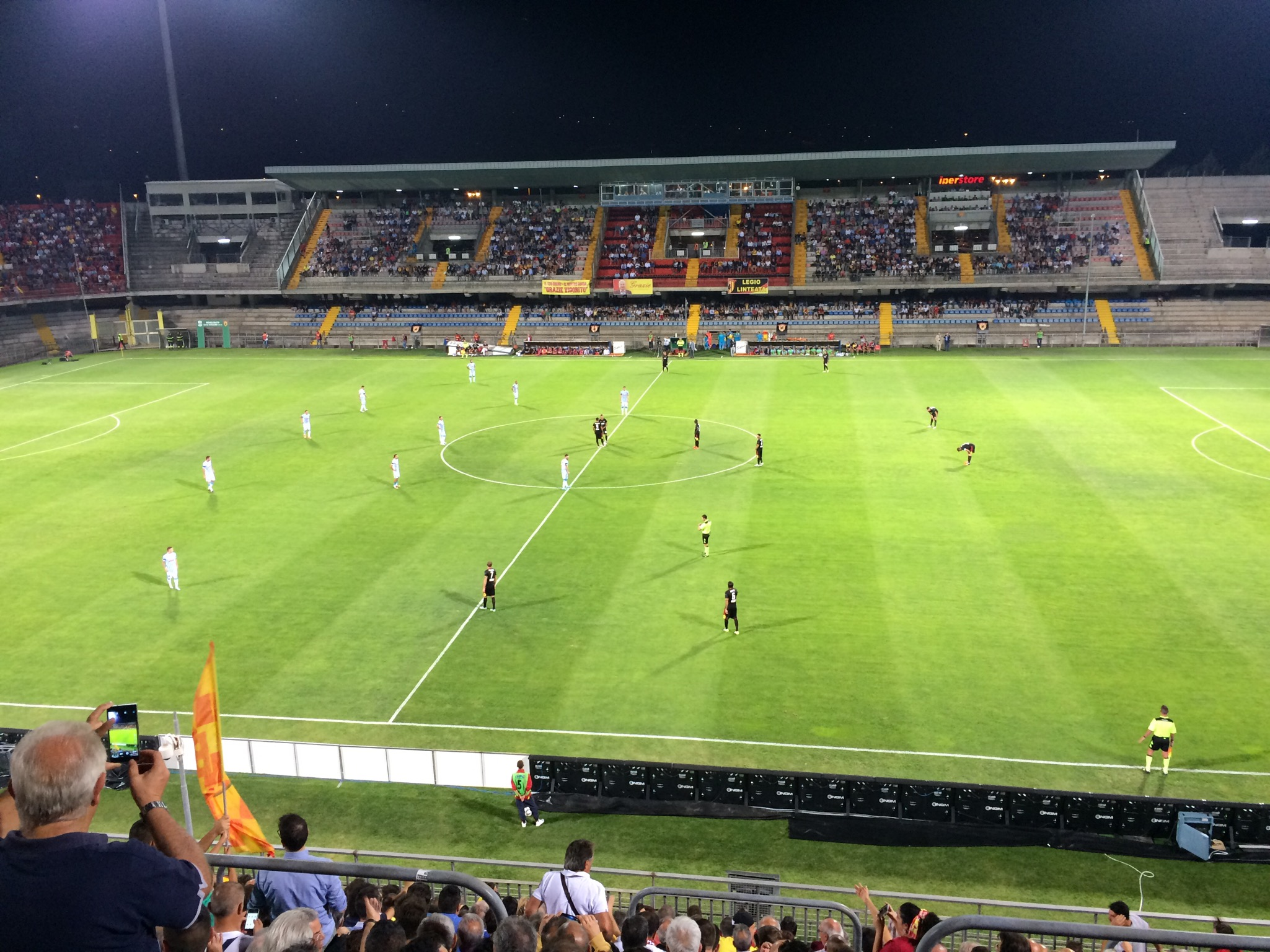
Беневенто-СПАЛ (2:0), перша гра клубу в Серії B.

Сезон 2014/15 років розпочав з командою також Фабіо Бріні. Через низку травм протягом чемпіонату до клубу прийшли такі футболісти як Стефано Лаєні, Ріккардо Аллегретті і Гаетано Д'Агостіно, відповідно, 8 жовтня, 13 листопада і 1 грудня 2014 року. Клуб завершивив сезон на другому місці з 76-ма очками, заслуживши право вчергове брати участь у плей-оф, де у чвертьфіналі програв вдома з рахунком 1:2 клубу «Комо».
Наступний сезон клуб розпочав без президента Оресте Вігоріто, який після 9 років у клубі, який все-одно залишався головним спонсором та керівником молодіжного сектора. Новий президент Фабріціо Паллотта призначив тренером клубу Гаетано Аутері. Він дебютував 2 серпня 2015 року з поразки від «Туттокуойо» (0:1) в першому турі Кубку Італії 2015/16. Проте в чемпіонаті команда виступала вдало, провівши серію з вісімнадцяти матчів без поразок (від 17 до 34 туру), завоювавши перше місце у групі і вихід в Серію B, вперше в історії, після 87 років. Вирішальним матчем стала перемога вдома над «Лечче» (3:0) 30 квітня 2016 року з дублем Фабіо Маццео і голом Карамоко Сіссе на очах близько 20 000 глядачів. Це був лише другий раз в історії, коли клуб завоював на полі право виступати у другому дивізіоні (вперше це відбулося ща підсумками сезону 1945/46 років). Але цього разу клуб таки вийшов у другий дивізіон.
У сезоні 2016/17 років, першому в Серії B, повертається в команду президент Оресте Вігоріто. «Беневенто» дебютує з перемоги вдома проти СПАЛу, завдяки голам Амато Чічіретті і Джордже Пушкаша. Перший сезон у Серії B у кінцевому підсумку клуб закінчив на високому п'ятому місці і вийшов у плей-оф за право зіграти в Серії А. У першому турі «Беневенто» переміг «Спецію» (2:1) завдяки голам Фабіо Чераволо і Джордже Пушкаша. У півфіналі «відьми» перемогли «Перуджу» (1:0 і 1:1) та вийшли у фінал, де мали зустрітись з «Карпі». Після сухої нічиї в гостях, «Беневенто» вдома виграло з рахунком 1:0 і вперше в історії вийшло до Серії А.

## Кольори і символи
Традиційні кольори «Беневенто» жовтий і червоний з футболкою у вертикальну смужку, жовто-червоні або чорні шорти, але також часто використовуються червоні, і червоні гетри з жовтими вставками.
У 1953 році, після розформування «Беневенто», нова команда «Сан Віто» використовувала червоний та чорний кольори. Наступна зміна кольорів відбулась в сезоні 1990/91 років і в першій половині сезону 1991/92, коли новостворений клуб Спортінг Беневенто почав використовувати червоний і срібний колір. У березні 1992 року сімейство Котронео, нові власники клубу, вирішили задовольнити побажання фанатів і повернутися до історичних жовто-червоних кольорів.
У сезоні 2010/11 років, з нагоди святкування 150-ї річниці об'єднання Італії, «відьми» декілька матчів носили святкову форму з італійським прапором на рівні грудей, над спонсором.
Починаючи з сезону 2014/15 років форму для «Беневенто» створює бренд Frankie Garage Sport, який належить Максиміліану Сантопадре, який також є власником футбольного клубу «Перуджа». Тому «Беневенто» використовує бренд, що належить президенту клубу-суперника.

## Структури

### Стадіон

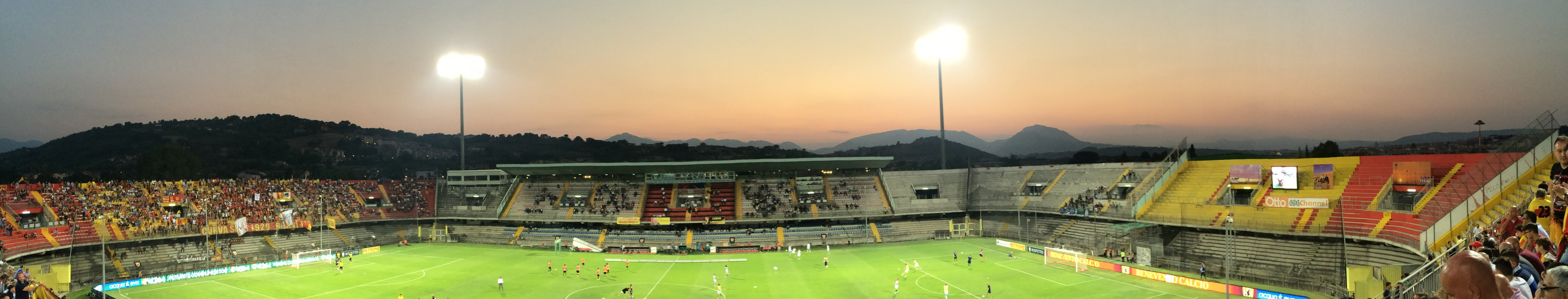
Панорама стадіону Чиро Вігоріто.

«Беневенто» проводить свої домашні матчі на стадіоні «Чиро Вігоріто», який раніше був відомий як «Санта Коломба». Робота була зроблена за сім років: перший етап роботи виконала фірма з Сицилії, після чого за роботу взявся Косантіно Роцці, президент «Асколі», якому вдалося реалізувати проект у виключно короткі терміни. На відкритті стадіону, перед близько 22 тисячами глядачів, було проведено товариський матч між цими командами 9 вересня 1979 року.
Спочатку на стадіоні було 25000 місць. На початку дев'яностих років, з міркувань громадського порядку, кількість місць було зменшено на 1300.
В середині дев'яностих років, були зроблені деякі шляхи евакуації на поле і місткість була зменшена до 20 000 осіб. Згодом кількість місць на стадіоні було обмежено до 12 847 глядачів.
Найбільш відвідуваним матчем клубу стало дербі проти «Наполі» в  Серії C1 (група B) сезону 2004-05, яке зібрало 14 843 глядачів
Загалом же найбільше глядачів збиралось на стадіоні в Міжрегіональному чемпіонаті (група H) сезону 1993-94 проти «Авільяно», щоб відсвяткувати вихід команди до Серії С2, куди зібралось біля 25 тисяч вболівальників.
Раніше «Беневенто» грало на стадіоні Дженнаро Меомартіні.

### Навчальний центр
Беневенто тренується в Centro Sportivo Municipale di contrada Ariella в Падулі і на Віа Санта-Коломба, 57 в Беневент, що з 19 вересня 2013 року названий в честь покійного футболіста і екс-тренера клубу Кармело Імбріані.
Церемонія відкриття закінчилась товариським матчем між юніорами «Беневенто» і «Наполі».

## Компанія
Беневенто Кальчо — товариство з обмеженою відповідальністю, яке очолює президент адвокат Оресте Вігоріто, який вже був власником і президентом з 17 березня 2006 до 30 червня 2015 року, а потім повернувся на посаду 30 червня 2016 року

### Спонсор
| - 1993-1995 Erreà - 1996-1998 DEGI - 1998-2001 Erreà - 2001-2005 Zeus Sport - 2005-2007 Legea - 2007-2009 Erreà - 2009-2013 Mass - 2013-2014 Legea - 2014- Frankie Garage Sport |

| - 1983-1985 Wierer - 1986-1987 Santal - 1991-1992 Pasta Rummo - 1994-1997 Liquore Strega - 1997-1999 CTM Termocamini - 1999/2000 Flash Print - 2000-2001 Gaiatel - 2001-2002 BLPR SpA - 2002-2003 Vini DOC del Sannio - 2003-2004 Terme Di Telese - 2004-2005 MANGIARSANniO - 2005-2006 Pasta Rummo - 2006-2007 I.V.P.C. - 2007-2008 FIP Srl - 2008-2009 I.V.P.C. - L.A.I.F. - 2009—2012 I.V.P.C. - 2012—2013 I.V.P.C. — L.A.I.F. - 2013- I.V.P.C. — L.A.I.F. — Liquore Strega |

## Тренери та президенти
| \| - 1929—1934 Скріванті - 1934—1935 Арманд Халмош - 1935—1936 Йожеф Зіліші - 1936—1937 Де Пальма[46] Джузеппе Каванна[46] - 1937—1945 … - 1945—1946 Джузеппе Віані - 1946—1947 Бріоскі - 1947—1949 … - 1949—1950 Ференц Хірзер - 1950—1951 Ференц Племіх - 1951—1952 Оронцо Пульєзе - 1952—1957 … - 1957—1958 Джованні Бузоні Маріо Капоне - 1958—1960 … - 1960—1962 Карло Малута - 1962—1963 Франческо Ламберті - 1963—1964 Маріо Цідаріч - 1964—1966 … - 1966—1967 Мунно[47] - 1967—1968 Анджело Форджоне Умберто Де Анджеліс - 1968—1969 Умберто Де Анджеліс - 1969—1970 Еліа Греко - 1970—1971 Антоніо Ліонетті - 1971—1972 Еліа Греко - 1972—1973 П'єтро Сантін - 1973—1974 / Франсіско Лохаконо[48] - 1974—1975 П'єтро Сантін / Франсіско Лохаконо - 1975—1976 П'єтро Сантін - 1976—1977 Карло Орланді Антоніо Наполітано Андреа Бассі Карло Орланді \| - 1977—1978 Нікола Кірічалло - 1978—1979 Розаріо Рівелліно Антоніо Джаммарінаро - 1979—1980 Ламберто Леонарді Нікола Кірічалло Граціано Ландоні[49][50] - 1980—1981 Граціано Ландоні Ліно Де Петрільйо - 1981—1983 Гастоне Бін - 1983—1984 Франческо Лігуорі - 1984—1985 Джузеппе Матерацці - 1985—1986 Маріо Факко Романо Матте - 1986—1987 Розаріо Рампанті - 1987—1989 Мауріціо Сімонато - 1989—1990 Антоніо Рокка - 1990—1991 Луїджі Бокколіні - 1991—1992 Маріо Дзурліні Джесуальдо Албанезе - 1992—1993 Джесуальдо Албанезе Розаріо Рівелліно - 1993—1995 Луїджі Бокколіні - 1995—1996 Сальваторе Еспозіто Адріано Ломбарді Чезаре Вентура - 1996—1997 Массімо Сілва - 1997—1998 Массімо Сілва Джузеппе Раффаеле - 1998—2000 Франческо Деллісанті - 2000—2001 Франческо Деллісанті Франческо Паоло Спек'я - 2001—2002 Лучіано Д'Агостіно Джорджо Руміньяні П'єтро Сантін \| - 2002—2003 Нелло Ді Костанцо - 2003—2004 Нелло Ді Костанцо Коррадо Бенедетті - 2004—2005 Коррадо Бенедетті Раффаеле Серджіо - 2005—2006 Клаудіо Габетта Карло Флорімбі Франческо Паоло Спек'я[51] - 2006—2007 Даніло Пілеггі Джованні Сімонеллі - 2007—2008 Джованні Сімонеллі - 2008—2009 Альдо Папаньї (1ª-12ª) Антоніо Сода (13ª-34ª і плей-оф) - 2009—2010 Леонардо Акорі (1ª-16ª) Андреа Камплоне (17ª-30ª) Леонардо Акорі (31ª-34ª e play-off) - 2010—2011 Агатіно Куттоне (1ª-16ª) Джузеппе Гальдеризі (17ª-34ª і плей-оф) - 2011—2012 Джованні Сімонеллі (1ª-14ª) Кармело Імбріані (15ª-34ª) - 2012—2013 Хорхе Мартінес (1ª-7ª) Гвідо Уголотті (8ª-17ª) Гвідо Карбоні (18ª-30ª) - 2013—2014 Гвідо Карбоні (1ª-20ª) Фабіо Бріні (21ª-34ª і плей-оф) - 2014—2015 Фабіо Бріні (1ª-35ª) Хуан Ландайда та Даніеле Кінеллі (36ª-38ª і плей-оф) - 2015—2016 Гаетано Аутері - 2016—2017 Марко Бароні - 2017— Роберто Де Дзербі \| | | |
| - 1929—1934 Скріванті - 1934—1935 Арманд Халмош - 1935—1936 Йожеф Зіліші - 1936—1937 Де Пальма Джузеппе Каванна - 1937—1945 … - 1945—1946 Джузеппе Віані - 1946—1947 Бріоскі - 1947—1949 … - 1949—1950 Ференц Хірзер - 1950—1951 Ференц Племіх - 1951—1952 Оронцо Пульєзе - 1952—1957 … - 1957—1958 Джованні Бузоні Маріо Капоне - 1958—1960 … - 1960—1962 Карло Малута - 1962—1963 Франческо Ламберті - 1963—1964 Маріо Цідаріч - 1964—1966 … - 1966—1967 Мунно - 1967—1968 Анджело Форджоне Умберто Де Анджеліс - 1968—1969 Умберто Де Анджеліс - 1969—1970 Еліа Греко - 1970—1971 Антоніо Ліонетті - 1971—1972 Еліа Греко - 1972—1973 П'єтро Сантін - 1973—1974 / Франсіско Лохаконо - 1974—1975 П'єтро Сантін / Франсіско Лохаконо - 1975—1976 П'єтро Сантін - 1976—1977 Карло Орланді Антоніо Наполітано Андреа Бассі Карло Орланді | - 1977—1978 Нікола Кірічалло - 1978—1979 Розаріо Рівелліно Антоніо Джаммарінаро - 1979—1980 Ламберто Леонарді Нікола Кірічалло Граціано Ландоні - 1980—1981 Граціано Ландоні Ліно Де Петрільйо - 1981—1983 Гастоне Бін - 1983—1984 Франческо Лігуорі - 1984—1985 Джузеппе Матерацці - 1985—1986 Маріо Факко Романо Матте - 1986—1987 Розаріо Рампанті - 1987—1989 Мауріціо Сімонато - 1989—1990 Антоніо Рокка - 1990—1991 Луїджі Бокколіні - 1991—1992 Маріо Дзурліні Джесуальдо Албанезе - 1992—1993 Джесуальдо Албанезе Розаріо Рівелліно - 1993—1995 Луїджі Бокколіні - 1995—1996 Сальваторе Еспозіто Адріано Ломбарді Чезаре Вентура - 1996—1997 Массімо Сілва - 1997—1998 Массімо Сілва Джузеппе Раффаеле - 1998—2000 Франческо Деллісанті - 2000—2001 Франческо Деллісанті Франческо Паоло Спек'я - 2001—2002 Лучіано Д'Агостіно Джорджо Руміньяні П'єтро Сантін | - 2002—2003 Нелло Ді Костанцо - 2003—2004 Нелло Ді Костанцо Коррадо Бенедетті - 2004—2005 Коррадо Бенедетті Раффаеле Серджіо - 2005—2006 Клаудіо Габетта Карло Флорімбі Франческо Паоло Спек'я - 2006—2007 Даніло Пілеггі Джованні Сімонеллі - 2007—2008 Джованні Сімонеллі - 2008—2009 Альдо Папаньї (1ª-12ª) Антоніо Сода (13ª-34ª і плей-оф) - 2009—2010 Леонардо Акорі (1ª-16ª) Андреа Камплоне (17ª-30ª) Леонардо Акорі (31ª-34ª e play-off) - 2010—2011 Агатіно Куттоне (1ª-16ª) Джузеппе Гальдеризі (17ª-34ª і плей-оф) - 2011—2012 Джованні Сімонеллі (1ª-14ª) Кармело Імбріані (15ª-34ª) - 2012—2013 Хорхе Мартінес (1ª-7ª) Гвідо Уголотті (8ª-17ª) Гвідо Карбоні (18ª-30ª) - 2013—2014 Гвідо Карбоні (1ª-20ª) Фабіо Бріні (21ª-34ª і плей-оф) - 2014—2015 Фабіо Бріні (1ª-35ª) Хуан Ландайда та Даніеле Кінеллі (36ª-38ª і плей-оф) - 2015—2016 Гаетано Аутері - 2016—2017 Марко Бароні - 2017— Роберто Де Дзербі |

| \| - 1929—1940 Франческо Мінок'я - 1940—1942 … - 1942—1943 Веске - 1943-1945 - 1945—1951 Маріано Руссо - 1951—1953 Альфредо Ковеллі - 1953—1963 Лікурго Барталуччі - 1963—1970 Італо Боччіно - 1970—1971 Антоніо Абете - 1971—1972 Вітторіо Де Нігріс - 1972—1973 Ермініо Тесауро - 1973—1977 Антоніо Боччіно \| - 1977—1978 Марія Розарія Каммарота - 1978—1979 Чиро Верде - 1979—1981 Ернесто Маццоне - 1981—1982 Донато Каллісто - 1982—1983 Романо Монеро - 1983—1984 Леонардо Лампуньяле - 1984—1986 Ернесто Маццоне - 1986—1988 Антоніо Палья - 1988—1989 Джованні Перуджіні - 1989—1990 Гвідо Спарандео \| - 1990—1991 / Маріо Пека - 1991—1996 Маріо Котронео - 1996—1998 Джанраффаеле Котронео - 1998—2001 Ренато Педічіні - 2002—2005 Джузеппе Спатола - 2005—2006 Олдер Тескарі - 2006—2015 Оресте Вігоріто - 2015—2016 Фабріціо Паллотта - 2016- Оресте Вігоріто \| | | |
| - 1929—1940 Франческо Мінок'я - 1940—1942 … - 1942—1943 Веске - 1943-1945 - 1945—1951 Маріано Руссо - 1951—1953 Альфредо Ковеллі - 1953—1963 Лікурго Барталуччі - 1963—1970 Італо Боччіно - 1970—1971 Антоніо Абете - 1971—1972 Вітторіо Де Нігріс - 1972—1973 Ермініо Тесауро - 1973—1977 Антоніо Боччіно | - 1977—1978 Марія Розарія Каммарота - 1978—1979 Чиро Верде - 1979—1981 Ернесто Маццоне - 1981—1982 Донато Каллісто - 1982—1983 Романо Монеро - 1983—1984 Леонардо Лампуньяле - 1984—1986 Ернесто Маццоне - 1986—1988 Антоніо Палья - 1988—1989 Джованні Перуджіні - 1989—1990 Гвідо Спарандео | - 1990—1991 / Маріо Пека - 1991—1996 Маріо Котронео - 1996—1998 Джанраффаеле Котронео - 1998—2001 Ренато Педічіні - 2002—2005 Джузеппе Спатола - 2005—2006 Олдер Тескарі - 2006—2015 Оресте Вігоріто - 2015—2016 Фабріціо Паллотта - 2016- Оресте Вігоріто |

## Футболісти

### Капітани
| - Роберто Ранцані (1973—1976) - Альфредо Ціка (1977—1979) - Чезаре Вентура (1979—1983) - Лучано Ораті (1983—1985) - Ріккардо Лауренті (1985—1986) - Габріеле Бальдассаррі (1986—1987) - Джанкарло Дзотті (1987—1991) - Дірсеу (1991—1992) - Ріккардо Лауренті (1992—1993) - Джузеппе Орсіні (1993—1994) - Маріо Донателлі (1994—1995) | - Массімо Де Сольда (1996—1998) - П'єтро Маріані (1998—2001) - Сальваторе Матрекано (2001—2002) - Доменіко Коллетто (2002—2005) - Алессандро Каньяле (2005—2006) - Кармело Імбріані (2006—2009) - Джамп'єро Клементе (2009—2011) - Емануеле Д'Анна (2011—2013) - Феліче Евакуо (2013—2014) - Фабріціо Мелара (2014—2015) - Фабіо Лучоні (2015-) |

### Гравці збірних
Футболісти «Беневенто», що виступали за свої національні збірні:
- Массамассо Чангаї — гравець збірної Того, брав участь у фінальній стадії чемпіонату світу 2006 року, а також чотири рази грав на Кубку африканських націй (1998, 2000, 2002, 2006)[52]
- Хосе Монтьєль — гравець збірної Парагваю, брав участь у фінальній стадії чемпіонату світу 2006 року

## Досягнення
| - Лега Про Пріма Дівізіоне 2015-2016 (група C) - Серія C 1945-1946 (група D) - Серія C2 2007-2008 (група C) - Серія D 1959-1960 (група F), 1973-1974 (група G) - Міжрегіональний чемпіонат 1990-1991 (група I) - Національний аматорський чемпіонат 1993-1994 (група H) - Промоціоне 1955-1956 (група A) - Третій дивізіон 1930-1931 (група A) | - Кубок Італії Лега Про: Фінал: 2007-2008: Півфінал: 1984-1985 - Серія C: Друге місце: 1947-1948 (група R), 1948-1949 (група D), 1975-1976 (група C) - Лега Про: Друге місце: 2014-2015 (група C) - Лега Про Пріма Дівізіоне: Друге місце: 2008-2009 (група B), 2010-2011 (група B) - Серія C2: Друге місце: 1996-1997 (група C), 2006-2007 (група C) |

## Статистика та рекорди

### Участь у чемпіонатах
| Рівень | Дивізіон                                     | Участей | Дебют     | Востаннє  | Всього |
| ------ | -------------------------------------------- | ------- | --------- | --------- | ------ |
| 2      | Серія B                                      | 1       | 2016-2017 | 2016-2017 | 1      |
| 3      | Пріма Дивізіоне                              | 1       | 1934-1935 | 1934-1935 | 38     |
| 3      | Серія C                                      | 14      | 1935-1936 | 1977-1978 | 38     |
| 3      | Серія C1                                     | 15      | 1978-1979 | 2004-2005 | 38     |
| 3      | Лега Про Пріма Дивізіоне                     | 6       | 2008-2009 | 2013-2014 | 38     |
| 3      | Лега Про                                     | 2       | 2014-2015 | 2015-2016 | 38     |
| 4      | IV Серія                                     | 2       | 1952-1953 | 1956-1957 | 24     |
| 4      | Міжрегіональний чемпіонат                    | 1       | 1958-1959 | 1958-1959 | 24     |
| 4      | Серія D                                      | 11      | 1959-1960 | 1973-1974 | 24     |
| 4      | Серія C2                                     | 10      | 1987-1988 | 2007-2008 | 24     |
| 5      | Міжрегіональний чемпіонат — друга категорія. | 1       | 1957-1958 | 1957-1958 | 6      |
| 5      | Міжрегіональний чемпіонат                    | 3       | 1989-1990 | 1991-1992 | 6      |
| 5      | Національний аматорський чемпіонат           | 2       | 1992-1993 | 1993-1994 | 6      |

### Рекордсмени
| - 254 Граціано Іскаро (1984—1990; 1992—1995; 1996—1997) - 230 Стефано Мастроянні (1992—2001) - 207 Роберто Ранцані (1970—1976) - 206 П'єр Граціано Горі (2006—2010; 2011—2014; 2015-) - 190 Дієго Палермо (2005—2011) - 186 Чезаре Вентура (1978—1984) - 171 Джузеппе Орсіні (1990—1995; 1996—1997) - 152 Джанп'єро Клементе (2007—2011) - 152 Джанкарло Дзотті (1985—1991) - 147 Маріо Массаро (1997—2000; 2004—2006) - 133 Кармело Імбріані (2002—2003; 2004—2005; 2006—2009) |

| - 68 Джанп'єро Клементе (2007—2011) - 68 Нікола Д'Оттавіо (1990—1991; 1993—1995) - 50 Феліче Евакуо (2008—2011; 2013—2014) - 45 Франко Бовіо (1965—1970) - 30 Джанкарло Дзотті (1985—1991) - 27 Антоніо Ді Нардо (2002—2005) - 25 Енріко Полані (2006—2008) - 23 Соссіо Арута (1996—1997; 2000—2001; 2001—2002) - 23 Луїджі Кастальдо (2007—2010) - 21 Луїджі Моліно (2003—2005) - 20 Фабіо Чераволо (2016—2017) - 20 Алессандро Маротта (2013; 2014—2016) |

Станом на 05/05/2017

## Уболівальники

### Історія
У Беневенто кількість відвідувачів на стадіоні входить в перші п'ять футбольних клубів регіону Кампанія і в числі перших п'ятдесяти в Італії.
Організований фан-сектор в основному збирається на Curva Sud на Стадіо Чіро Вігоріто. Фан-рух народився в середині сімдесятих років серед присутніх на стадіоні Меомартіні під назвою «Brigate Giallorosse». Перша група заснована в 1983 році під назвою «Commando Ultra Curva Sud». З початку дев'яностих створюються й інші групи. В даний час фани «Беневенто» мають назву «Curva Sud 1929 Benevento», який об'єднує декілька невеликих ультрас, таких як «Stregati», «Mods Benevento 1990» та «Sconvolts 1996». Окремо існують групи «Teste Matte 1996» і «Primo Anello Benevento».

### Партнерства і суперництва
Ультрас «Беневенто» пов'язують дружні стосунки з ультрас «Катаньї», і підтримують хороші відносини з «Про Верчеллі».
У Кампанії відносини взаємної поваги з уболівальниками «Салернітани».
Крім цього побратимство з вболівальниками «Савойї» тривала цілих 25 років. Воно виникло в 1991 році і було офіційно закрито в серпні 2016 року.
Найбільше суперництво проти клубів з Кампанії через територіальну близькість і схожі цілі на сезон. Головними суперниками фанів «Беневенто» є фанати клубів «Авелліно», «Ночеріна», «Казертана», «Юве Стабія», «Каве» і «Турріс». Інші суперництва, за межами свого регіону, з фанатами «Кротоне», «Фрозіноне» і «Фоджа», з якими був союз, розформований у 2009 році..